# 直肠盘腔吸虫
直肠盘腔吸虫（学名：Chenocoelium orthocoelium）为同盘科盘腔属的动物。

## 分佈及棲息地
分布于缅甸、马来西亚、印度、斯里兰卡、印度尼西亚、非洲以及中国大陆的福建、广东、江苏等地，营寄生生活，宿主水牛、黄牛、山羊以及寄生于瘤胃。

## 外部連結
- 維基物種上的相關：直肠盘腔吸虫